# Receptor trombocit aktivirajućeg faktora
Receptor trombocit aktivirajućeg faktora je G-protein spregnuti receptor koji vezuje trombocit-aktivirajući faktor.
 receptor manifestuje strukturne karakteristike gena rodopsinske (MIM 180380) familije i vezuje trombocit-aktivirajući faktor (PAF). PAF je fosfolipid (1-0-alkil-2-acetil-sn-glicero-3-fosforilholin) za koji se smatra da posreduje niz patoloških procesa, kao što su alergija, astma, septički šok, arterijska tromboza, i inflamatorni procesi.

## Literatura
1. ↑  Seyfried CE, Schweickart VL, Godiska R, Gray PW (1992). „The human platelet-activating factor receptor gene (PTAFR) contains no introns and maps to chromosome 1”. Genomics. 13 (3): 832—4. PMID 1322356. doi:10.1016/0888-7543(92)90162-L.
2. ↑  Ishii S, Nagase T, Shimizu T (2002). „Platelet-activating factor receptor”. Prostaglandins Other Lipid Mediat. 68-69: 599—609. PMID 12432946. doi:10.1016/S0090-6980(02)00058-8.
3. ↑  „Entrez Gene: PTAFR platelet-activating factor receptor”.

## Dodatna literatura
- Shukla SD (1992). „Platelet-activating factor receptor and signal transduction mechanisms.”. FASEB J. 6 (6): 2296—301. PMID 1312046.
- Sugimoto T; Tsuchimochi H; McGregor CG;  . (1993). „Molecular cloning and characterization of the platelet-activating factor receptor gene expressed in the human heart.”. Biochem. Biophys. Res. Commun. 189 (2): 617—24. PMID 1281995. doi:10.1016/0006-291X(92)92245-S.
- Seyfried CE, Schweickart VL, Godiska R, Gray PW (1992). „The human platelet-activating factor receptor gene (PTAFR) contains no introns and maps to chromosome 1.”. Genomics. 13 (3): 832—4. PMID 1322356. doi:10.1016/0888-7543(92)90162-L.
- Kunz D, Gerard NP, Gerard C (1992). „The human leukocyte platelet-activating factor receptor. cDNA cloning, cell surface expression, and construction of a novel epitope-bearing analog.”. J. Biol. Chem. 267 (13): 9101—6. PMID 1374385.
- Ye RD, Prossnitz ER, Zou AH, Cochrane CG (1991). „Characterization of a human cDNA that encodes a functional receptor for platelet activating factor.”. Biochem. Biophys. Res. Commun. 180 (1): 105—11. PMID 1656963. doi:10.1016/S0006-291X(05)81261-6.
- Nakamura M; Honda Z; Izumi T;  . (1991). „Molecular cloning and expression of platelet-activating factor receptor from human leukocytes.”. J. Biol. Chem. 266 (30): 20400—5. PMID 1657923.
- Haslam RJ, Williams KA, Davidson MM (1986). „Receptor-effector coupling in platelets: roles of guanine nucleotides.”. Adv. Exp. Med. Biol. 192: 265—80. PMID 3010668.
- Valone FH (1984). „Isolation of a platelet membrane protein which binds the platelet-activating factor 1-0-hexadecyl-2-acetyl-SN-glycero-3-phosphorylcholine.”. Immunology. 52 (1): 169—74. PMC 1454573 . PMID 6325330.
- Cundell DR; Gerard NP; Gerard C;  . (1995). „Streptococcus pneumoniae anchor to activated human cells by the receptor for platelet-activating factor.”. Nature. 377 (6548): 435—8. PMID 7566121. doi:10.1038/377435a0.
- Izumi T; Kishimoto S; Takano T;  . (1995). „Expression of human platelet-activating factor receptor gene in EoL-1 cells following butyrate-induced differentiation.”. Biochem. J. 305 (Pt 3): 829—35. PMC 1136334 . PMID 7848283.
- Bito H, Honda Z, Nakamura M, Shimizu T (1994). „Cloning, expression and tissue distribution of rat platelet-activating-factor-receptor cDNA.”. Eur. J. Biochem. 221 (1): 211—8. PMID 8168510. doi:10.1111/j.1432-1033.1994.tb18731.x.
- Chase PB, Halonen M, Regan JW (1993). „Cloning of a human platelet-activating factor receptor gene: evidence for an intron in the 5'-untranslated region.”. Am. J. Respir. Cell Mol. Biol. 8 (3): 240—4. PMID 8383507.
- Mutoh H; Bito H; Minami M;  . (1993). „Two different promoters direct expression of two distinct forms of mRNAs of human platelet-activating factor receptor.”. FEBS Lett. 322 (2): 129—34. PMID 8387031. doi:10.1016/0014-5793(93)81552-B.
- Nakamura M; Honda Z; Matsumoto T;  . (1993). „Isolation and properties of platelet-activating factor receptor cDNAs.”. Journal of lipid mediators. 6 (1-3): 163—8. PMID 8395240.
- Kishimoto S; Shimadzu W; Izumi T;  . (1996). „Regulation by IL-5 of expression of functional platelet-activating factor receptors on human eosinophils.”. J. Immunol. 157 (9): 4126—32. PMID 8892648.
- Chase PB; Yang JM; Thompson FH;  . (1997). „Regional mapping of the human platelet-activating factor receptor gene (PTAFR) to 1p35→p34.3 by fluorescence in situ hybridization.”. Cytogenet. Cell Genet. 72 (2-3): 205—7. PMID 8978777. doi:10.1159/000134190.
- Le Gouill C, Parent JL, Rola-Pleszczynski M, Stanková J (1997). „Role of the Cys90, Cys95 and Cys173 residues in the structure and function of the human platelet-activating factor receptor.”. FEBS Lett. 402 (2-3): 203—8. PMID 9037196. doi:10.1016/S0014-5793(96)01531-1.
- Ahmed A; Dearn S; Shams M;  . (1998). „Localization, quantification, and activation of platelet-activating factor receptor in human endometrium during the menstrual cycle: PAF stimulates NO, VEGF, and FAKpp125.”. FASEB J. 12 (10): 831—43. PMID 9657523.
- Cargill M; Altshuler D; Ireland J;  . (1999). „Characterization of single-nucleotide polymorphisms in coding regions of human genes.”. Nat. Genet. 22 (3): 231—8. PMID 10391209. doi:10.1038/10290.

## Spoljašnje veze
- „Platelet-Activating Factor Receptor”. IUPHAR Database of Receptors and Ion Channels. International Union of Basic and Clinical Pharmacology. Архивирано из оригинала 03. 03. 2016. г.
- platelet+activating+factor+receptor на 